# Campeonato Georgiano de Futebol Feminino
O Campeonato Georgiano de Futebol Feminino é a principal competição de futebol feminino da Geórgia. A liga decorreu até 2010, quando foi extinta. Em 2014 houve uma tentativa de recomeçar como um formato de copa e em 2016 voltou a fazer parte dos planos.

## História
Em 2004 uma liga foi estabelecida, durou seis anos em formato de mini-torneio, mas acabou sendo dissolvida por razões financeiras e falta de jogadoras. O número de equipes variou de ano para ano, em 2008, haviam 4 equipes, 7 em 2009 e 5 em 2010.
O interesse renovado no futebol feminino levou a uma nova liga aprimorada em 2014.. Após anos de hiato, um campeonato nacional foi disputado em estilo de copa em agosto de 2014. Desde 2016 o campeonato mantém um padrão no formato de disputa, pontos corridos e dois turnos, a quantidade de equipes varia de ano pra ano.

## Campeões
| Ano     | Clube                        |
| ------- | ---------------------------- |
| 1990    | Medical School No. 3 Tbilisi |
| 1997    | Avaza Tbilisi                |
| 2004/05 | ?                            |
| 2005/06 | ?                            |
| 2006/07 | Dinamo Tbilisi               |
| 2007/08 | Iveria Khashuri              |
| 2008/09 | FC Norchi Dinamoeli          |
| 2009/10 | FC Zugdidi                   |
| 2014    | Iberia Star Tbilisi          |
| 2016    | FC Martve                    |
| 2017    | FC Martve                    |
| 2018    | WFC Nike                     |
| 2019    | WFC Lanchkhuti               |